# Kathedrale von Moûtiers

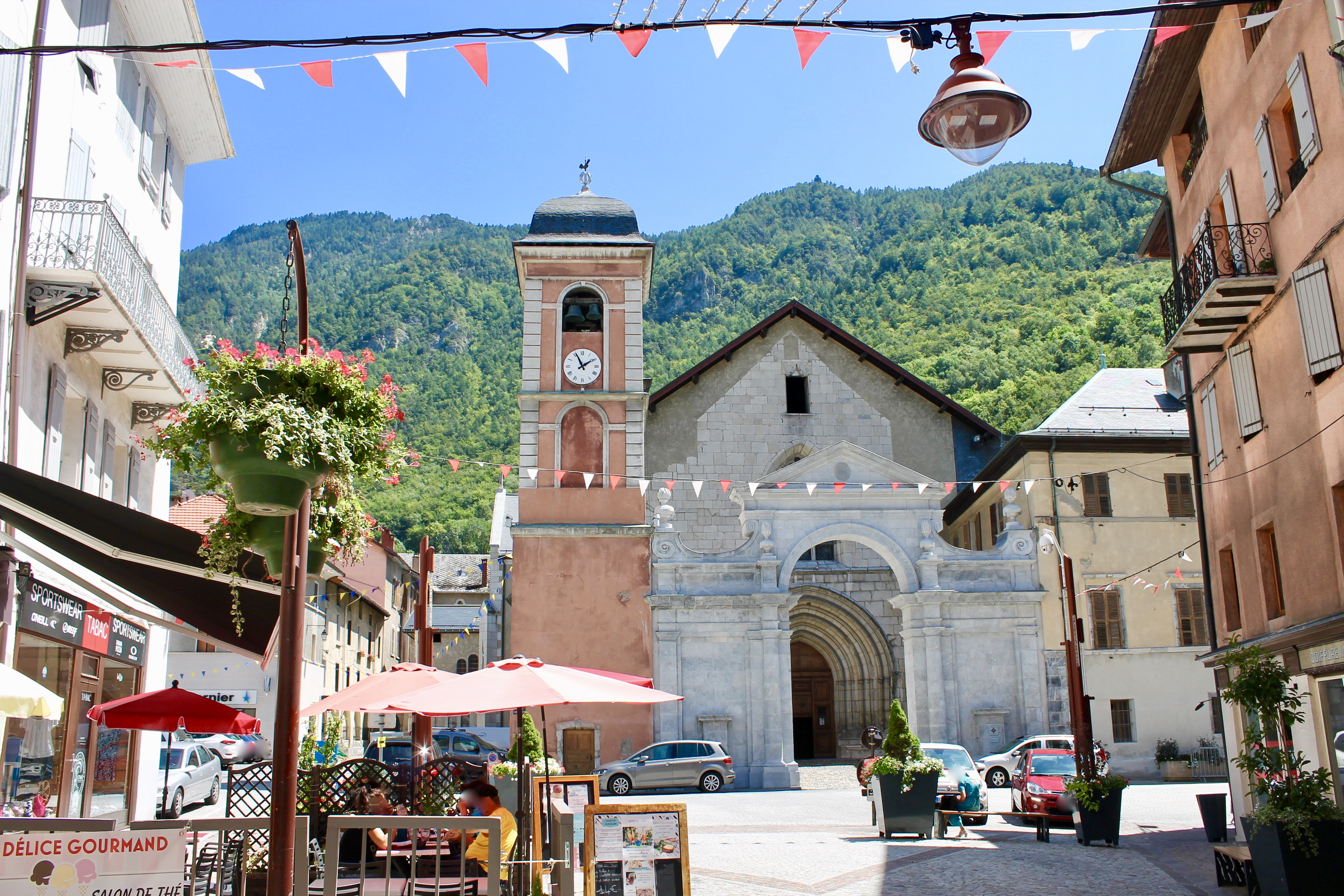
Ehemalige Kathedrale von Moûtiers (Blick von Westen)

Die ehemalige Kathedrale Saint-Pierre ist ein römisch-katholischer Kirchenbau in Moûtiers im Erzbistum Chambéry. Sie war bis 1801 und von 1825 bis 1966 Kathedrale des ehemaligen  Bistums Tarentaise. Von 1802 bis 1825 war sie und seit 1966 ist sie wieder Pfarrkirche im Erzbistum Chambéry (Pfarrei Paroisse St Pierre de Tarentaise). Sie ist seit 1862 als Monument historique eingestuft (erneuert 1902 und 2015).

## Geschichte

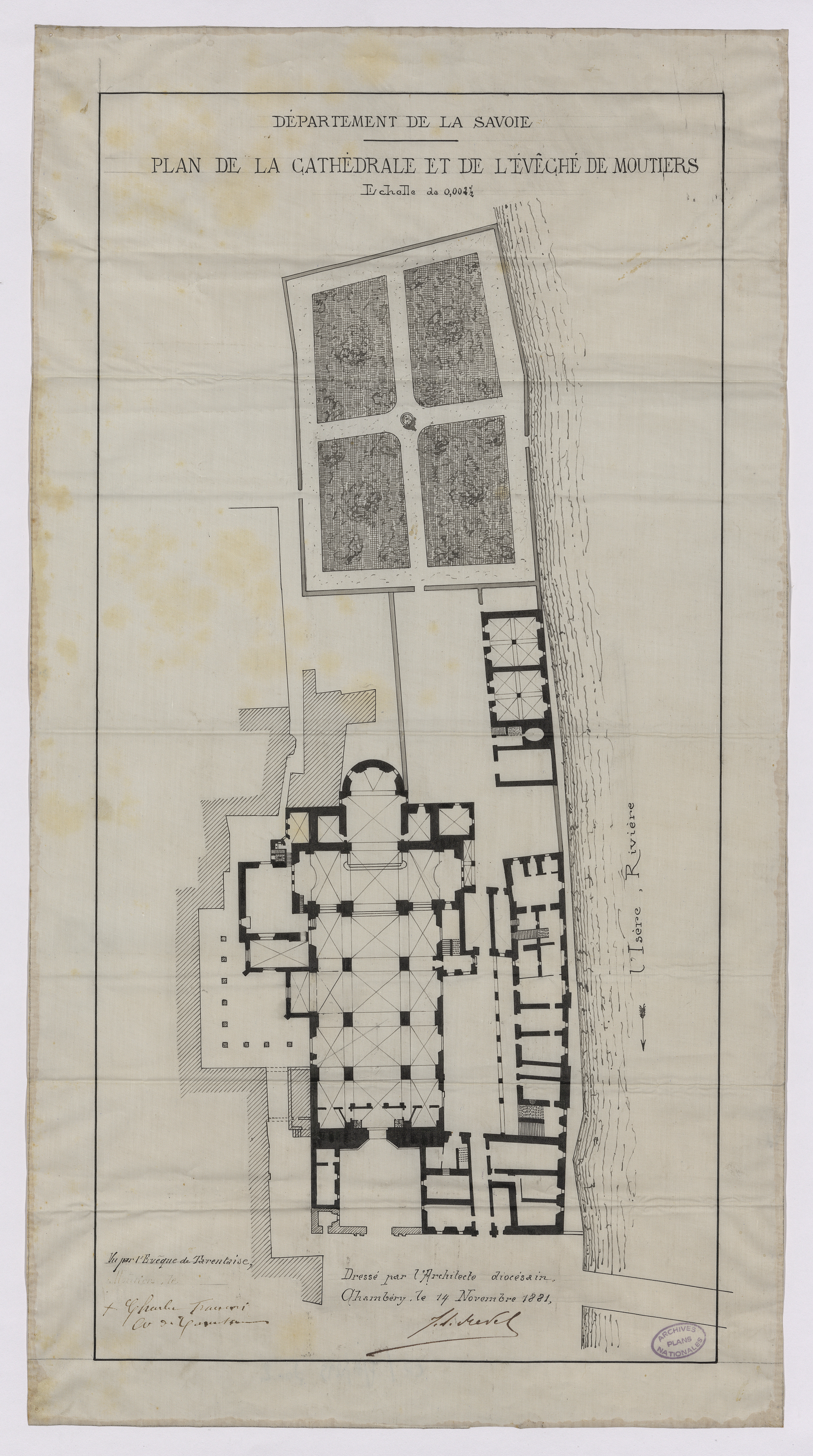
Ehemalige Kathedrale von Moûtiers (Grundriss 1881)

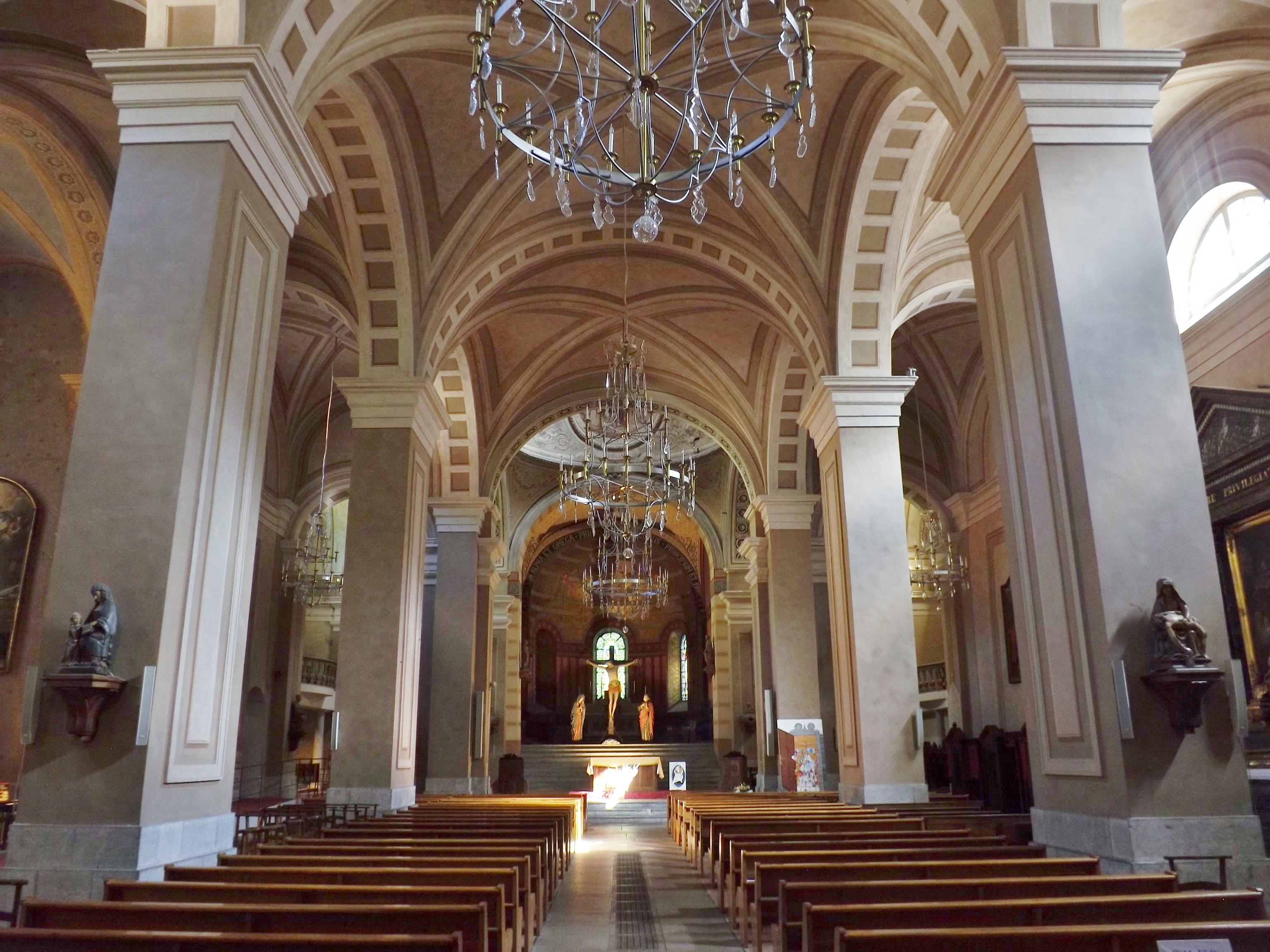
Ehemalige Kathedrale von Moûtiers (Inneres)

Die im 11. Jahrhundert begonnene, in wesentlichen Teilen aber 1461 gebaute Kathedrale wurde im Laufe der späteren Jahrhunderte mehrfach umgestaltet und präsentiert sich heute klassizistisch. Der Campanile entspricht dem sardischen Stil des 19. Jahrhunderts.

## Ausstattung
Die Kirche ist reich ausgestattet. Die Cavaillé-Coll-Orgel von 1860 (mit Gehäuse im gotischen Stil) war ein Geschenk der Kaiserin Eugénie zur Angliederung von Moûtiers an Frankreich.